# Julia Mächtig
Julia Mächtig (née le 1er janvier 1986 à Rostock) est une athlète allemande, spécialiste des épreuves combinées.

## Palmarès
| Date | Compétition                    | Lieu       | Résultat | Épreuve    | Marque |
| ---- | ------------------------------ | ---------- | -------- | ---------- | ------ |
| 2003 | Championnats du monde jeunesse | Sherbrooke | 8e       | Heptathlon | 4 947  |
| 2004 | Championnats du monde juniors  | Grosseto   | 3e       | Heptathlon | 5 679  |
| 2005 | Championnats d'Europe juniors  | Kaunas     | 2e       | Heptathlon | 5 830  |
| 2007 | Championnats d'Europe espoirs  | Debrecen   | 3e       | Heptathlon | 6 151  |
| 2009 | Championnats du monde          | Berlin     | 8e       | Heptathlon | 6 265  |
| 2011 | Championnats du monde          | Daegu      | 15e      | Heptathlon | 6 095  |
| 2012 | Mehrkampf-Meeting              | Ratingen   | 1re      | Hepathlon  | 6 345  |
| 2013 | Mehrkampf-Meeting              | Ratingen   | 1re      | Hepathlon  | 6 430  |
| 2013 | Championnats du monde          | Moscou     | 17e      | Heptathlon | 6 021  |

### Records
| Épreuve    | Performance | Lieu      | Date            |
| ---------- | ----------- | --------- | --------------- |
| Heptathlon | 6 430 pts   | Ratingen  | 20 juin 2013    |
| Pentathlon | 4 556 pts   | Francfort | 28 janvier 2007 |